# 自由道路社会主义组织
自由道路社会主义组织（英語：Freedom Road Socialist Organization，缩写为FRSO）是一个成立于1985年的美国共产主义组织。
该组织成立之时，产生于1970年代美国新共产主义运动中的众多毛派团体已经衰微或瓦解。自由道路社会主义组织曾试图将这些团体统一为一个能够长期存在的组织。1999年，自由道路社会主义组织分裂为两个平行组织，他们都使用“自由道路社会主义组织”的名称，并认为自己是唯一合法的“自由道路社会主义组织”；2019年，其中一个奉行“左翼重建”策略的组织改名为“解放道路”，结束两个“自由道路社会主义组织”并存的局面。